# Rhodon
Rhodon település Franciaországban, Loir-et-Cher megyében. Lakosainak száma 116 fő (2022. január 1.). Rhodon Boisseau, Champigny-en-Beauce, Conan, Selommes és Oucques La Nouvelle községekkel határos.

## Népesség
A település népessége az elmúlt években az alábbi módon változott:
| Lakosok száma | 151  | 98   | 79   | 87   | 115  | 122  | 123  | 118  | 117  | 116  |
|               | 1968 | 1982 | 1990 | 2006 | 2013 | 2015 | 2017 | 2019 | 2020 | 2022 |